# Sposób bycia
Sposób bycia – polski film psychologiczny z 1965 roku w reżyserii Jana Rybkowskiego, zrealizowany na podstawie powieści Kazimierza Brandysa. Zdjęcia kręcono w Warszawie.

## Obsada
- Andrzej Łapicki jako bohater
- Lucyna Winnicka jako Irena, żona bohatera
- Leon Niemczyk jako Władek Górny
- Barbara Bargiełowska jako Merlińska
- Bronisław Pawlik jako Merliński
- Ewa Krzyżewska jako matka bohatera
- Zbigniew Zapasiewicz jako ojciec bohatera
- Barbara Rachwalska jako księgowa
- Irena Szczurowska jako Mariolka, córka bohatera
- Barbara Wrzesińska jako prostytutka Bożenka
- Tadeusz Pluciński jako Marian-Janusz „Kozak”, opiekun Bożenki
- Wojciech Siemion jako listonosz

## Fabuła
Główny bohater, 40-letni mężczyzna dokonuje rozliczenia swojego życia. Przeżył obóz koncentracyjny, nie odniósł sukcesów zawodowych, zdradzała go żona, on też ją, w końcu od niego odeszła. Rankiem otrzymuje list od żony, w którym prosi go o przebaczenie.